# Bokvännen
Bokvännen är en svensk tidskrift grundad 1946 som innehåller artiklar om böcker, boksamlare, boksamlingar, läsning, bibliotek och författare. 
Bokvännen är medlemsblad för Sällskapet Bokvännerna i Sverige. Redaktör för skriften var Thure Nyman från starten 1946 och redigerade den till 1976. Han efterträddes av Per S. Ridderstad, som blev kvar på posten till 1979.